# Chute (capoeira)
Pour les articles homonymes, voir chute.
 (décembre 2022).
Si vous disposez d'ouvrages ou d'articles de référence ou si vous connaissez des sites web de qualité traitant du thème abordé ici, merci de compléter l'article en donnant les références utiles à sa vérifiabilité et en les liant à la section « Notes et références ».
Le chute ("shoot", en portugais) est un coup de pied traître de la capoeira qui se donne comme un shoot dans un ballon de football, avec le revers du pied. On le donne à la tête, si celle-ci est proche du sol, ou dans les parties génitales. Dans ce dernier cas, on appelle le mouvement chute nos sacos (litt. "shoot dans les couilles").
Une manière peu courante de donner ce coup de pied consiste à lever la jambe devant soi et de frapper l'adversaire avec le revers du pied. Un peu comme un martelo... mais à l'envers.

## Chute de chão
Le chute de chão (litt. "shoot de sol"), qu'on appelle aussi ataque da cobra ("attaque du serpent") dans le jeu d'amazonas, est une variante du chute qui s'effectue à partir du bote, de la queda de quatro ou de la queda de três. Comme pour le chute debout, il faut frapper avec le revers du pied.